# Pitoa
Pitoa es una comuna camerunesa perteneciente al departamento de Bénoué de la región del Norte.
En 2005 tiene 76 715 habitantes, de los que 21 546 viven en la capital comunal homónima.
Se ubica en el cruce de las carreteras N1 y D16, en la periferia nororiental de la capital regional Garua.

## Localidades
Comprende, además de la ciudad de Pitoa, las siguientes localidades:
| - Babaï - Babanguel - Badawa - Badjengo - Badjouma - Bakingou - Balare - Banayé - Bandocki - Bangrang - Bapara - Barwouna - Bassinta - Bé - Beri Hosséré - Bodjal - Bogou - Boulgou - Dakel - Dehlen - Djack - Djalingo - Djamtari | - Dolla - Douloumi - Doumde Gadoudji - Doumé Bahoï - Forti - Fou'i - Gnabi - Gnam Sala - Gnibango - Gollora - Goungou - Guébaké - Guidjaro - Haouritirde - Haoussaré - Ibba Njaoulewa - Karewa - Kéféro - Kirirambo - Kosséyel Daneyel - Lamordé Toupouri - Langui Centre - Languiré | - Lombou - Lougguerewo - Mal Alim - Mayo Leb'ri - Mbara - Mbila - Mbor - Mboulli - Mboulwol - Mboura - Nassaro Bé - Ndega - Ndjiddé - Ndoudja - Ngaoundéré - Ngassa Djaabi - Ngoulé - Nigeriaré Sékadé - Njaïnga - Ogna - Oumoua - Pena - Poussan | - Ram - Ribadou - Sararé Ii - Séboré Djimpordé Poutchou - Sisseri - Sokanga - Sonayo - Sorom - Souaré - Sourou Pena - Soussingara - Tchaka Djam - Tcholaram - Ting Ling - Toroï - Towndiré Sekandé - Walewol - Windé Garoua - Wouro |